# Hans von Ziegler
Hans von Ziegler (* 17. Mai 1810 in Schaffhausen; † 16. Dezember 1865 ebenda) war ein Schweizer Jurist und Politiker. 
Zieglers Eltern waren Johannes von Ziegler, Regierungsquartiermeisters in holländischen Diensten, und Johanna Catharine von Ziegler (geboren von Ziegler). Ziegler heiratete 1841 Carolina Mezger, Tochter des Johann Conrad, Pfarrer. 1830–31 absolvierte er das Jurastudium an der Lausanner Akademie, 1831–34 an der Universität Heidelberg. 
Er war Schreiber der Schaffhauser Staatskanzlei, 1836–50 Obergerichtsschreiber, 1838–46 Staatsanwalt, 1847–52 Verhörrichter, 1854–65 Oberrichter, 1860–65 Ersatzrichter am Bundesgericht. Ziegler betätigte sich politisch 1836–47 im Grossen Stadtrat und 1844–65 im Kleinen Stadtrat Schaffhausens (1851–65 Stadtpräsident), 1844–65 im Kantonsrat bzw. Grossen Rat, 1859–65 Ständerat. Ursprünglich konservativ gesinnt, bejahte Ziegler die Ordnung von 1848. Unter ihm als Stadtpräsident wurde die Stadtverfassung 1852 und 1861 revidiert, die Stadtverwaltung ausgebaut und modernisiert sowie die Industrialisierung und den Eisenbahnbau gefördert.